# Geraesta ansieae
Espèce
Geraesta ansieae est une espèce d'araignées aranéomorphes de la famille des Thomisidae.

## Distribution
Cette espèce est endémique du Rwanda.

## Description
Le mâle holotype mesure 2,7 mm.

## Étymologie
Cette espèce est nommée en l'honneur d'Ansie S. Dippenaar-Schoeman.

## Publication originale
- Benjamin, 2015 : On the African crab spider genus Geraesta Simon, 1889 (Araneae: Thomisidae). African Invertebrates, vol. 56, no 2, p. 309-318 (texte intégral).